# Korpás gereben
A korpás gereben (Hydnellum scabrosum; régi név: Sarcodon scabrosus) a Bankeraceae családba tartozó, Eurázsiában és Észak-Amerikában honos, savanyú talajú lombos- vagy fenyőerdőkben élő, nem ehető gombafaj. 

## Megjelenése
A korpás gereben kalapja 5-15 cm széles, alakja kezdetben domború, majd széles domborúan kiterül; közepe általában bemélyedő.   Felszíne fiatalon bársonyos-nemezes, sima; később berepedezik, idősen pedig pikkelyesen felszakadozik. Színe húsbarna, szürkésbarna, bíborbarna vagy feketésbarna.
Húsa vastag, rugalmas, idősen szívós. Színe fehéres színű, a tönk tövében kékeszöldes. Szaga lisztre emlékeztet, íze keserű. 
Termőrétege tüskés, a tönkre kissé lefutó. A tüskék 2-8 mm hosszúak. Színük fiatalon szürkés, később bíborbarnás.
Tönkje 3-9 cm magas és 1-3 cm vastag. Alakja hengeres vagy lefelé vékonyodó. Felszíne nemezes, szálas, néha felpikkelyesedő. Színe eleinte húsbarnás, néha ibolyás árnyalatú foltokkal; később sötétbarna, a tövénél kékeszöldes árnyalatú lehet.
Spórapora barna. Spórája szabálytalan gömbszerű vagy közel gömbszerű, mérete 5-7,5 µm.  

### Hasonló fajok
A cserepes gereben vagy a lilahúsú gereben hasonlíthat hozzá.

## Elterjedése és termőhelye
Eurázsiában és Észak-Amerikában honos. Európában visszaszorulóban van. Magyarországon csak az Északi-középhegységben, a Mecsekben, a Kőszegi-hegységben és az Őrségben ismert egy-egy állománya.  
Savanyú talajú lomberdőkben található meg, főleg bükk és tölgy alatt, de előfordulhat fenyvesekben is. Júniustól októberig terem.
Nem ehető gomba. Magyarországon 2005 óta védett, természetvédelmi értéke 5000 Ft.

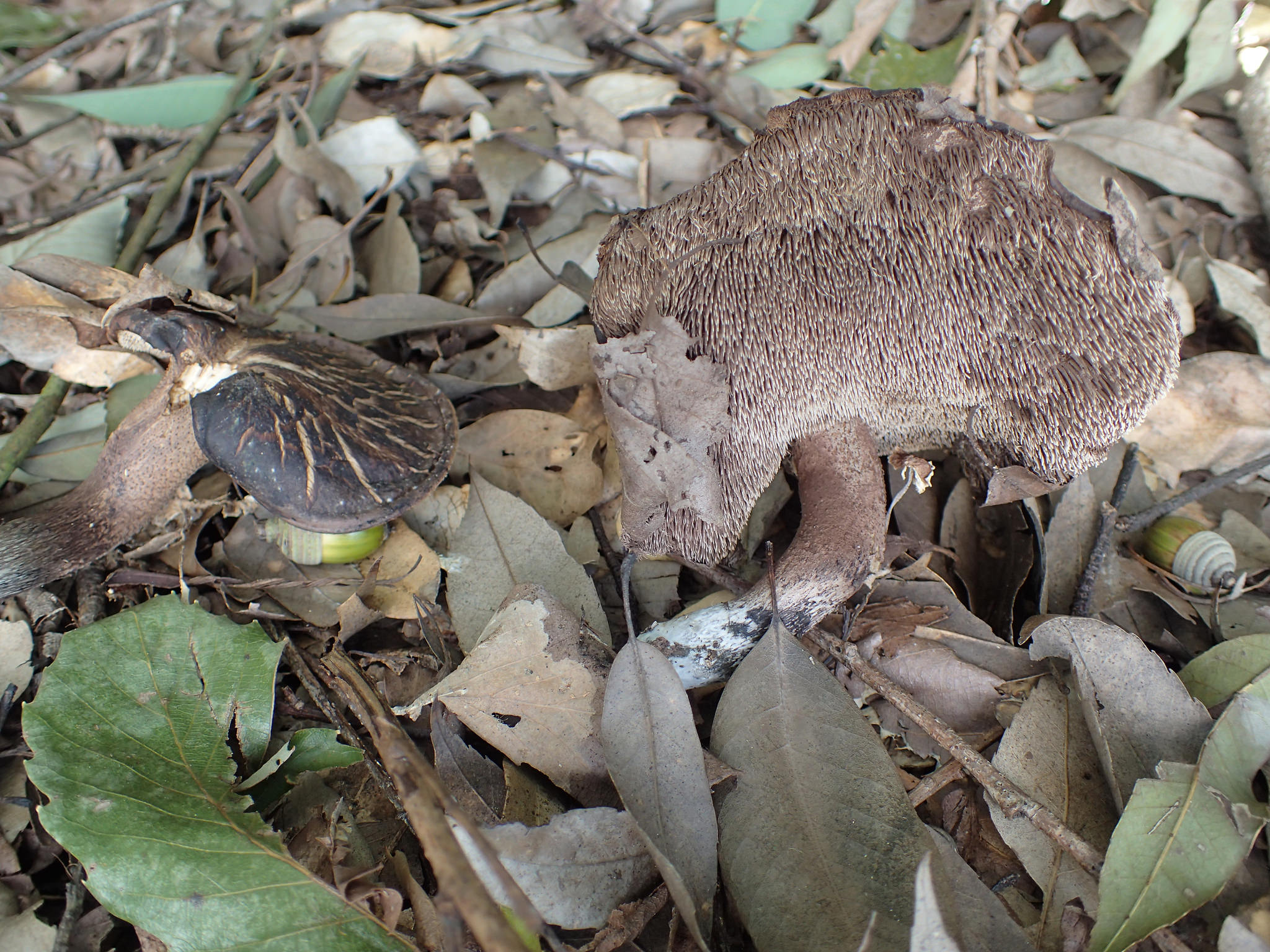
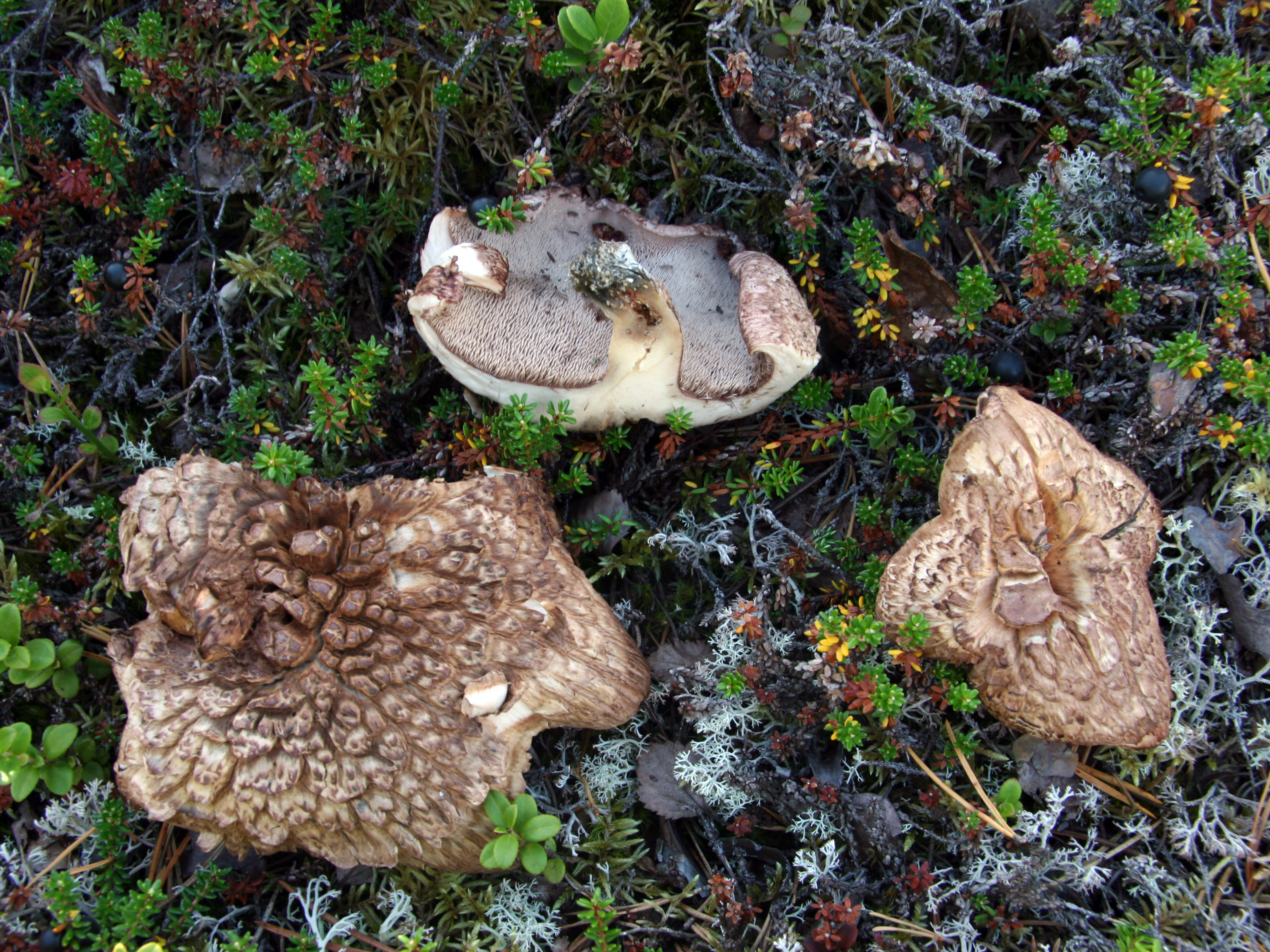
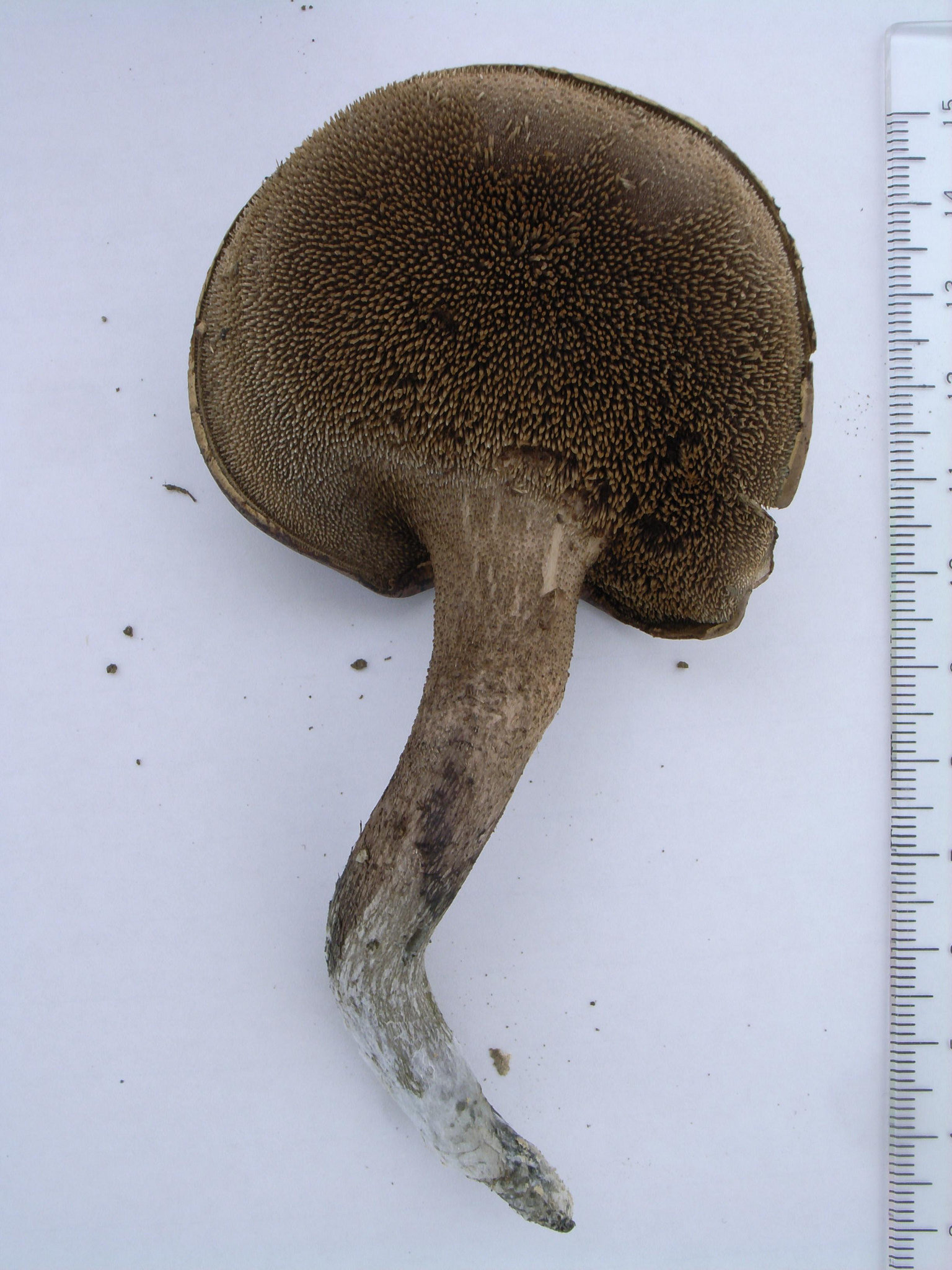
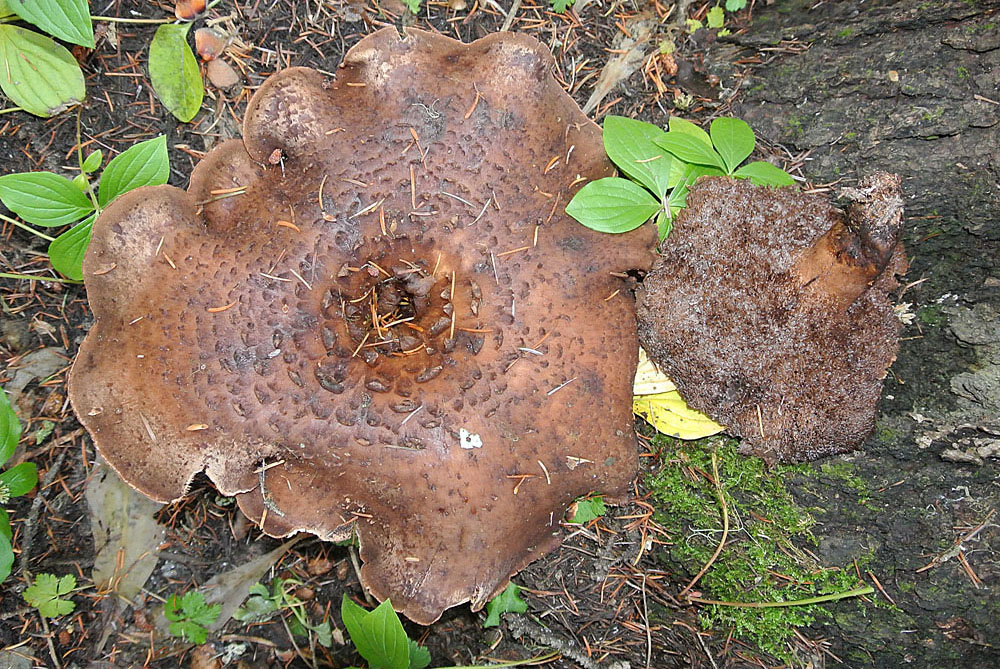